# Punta Carretas

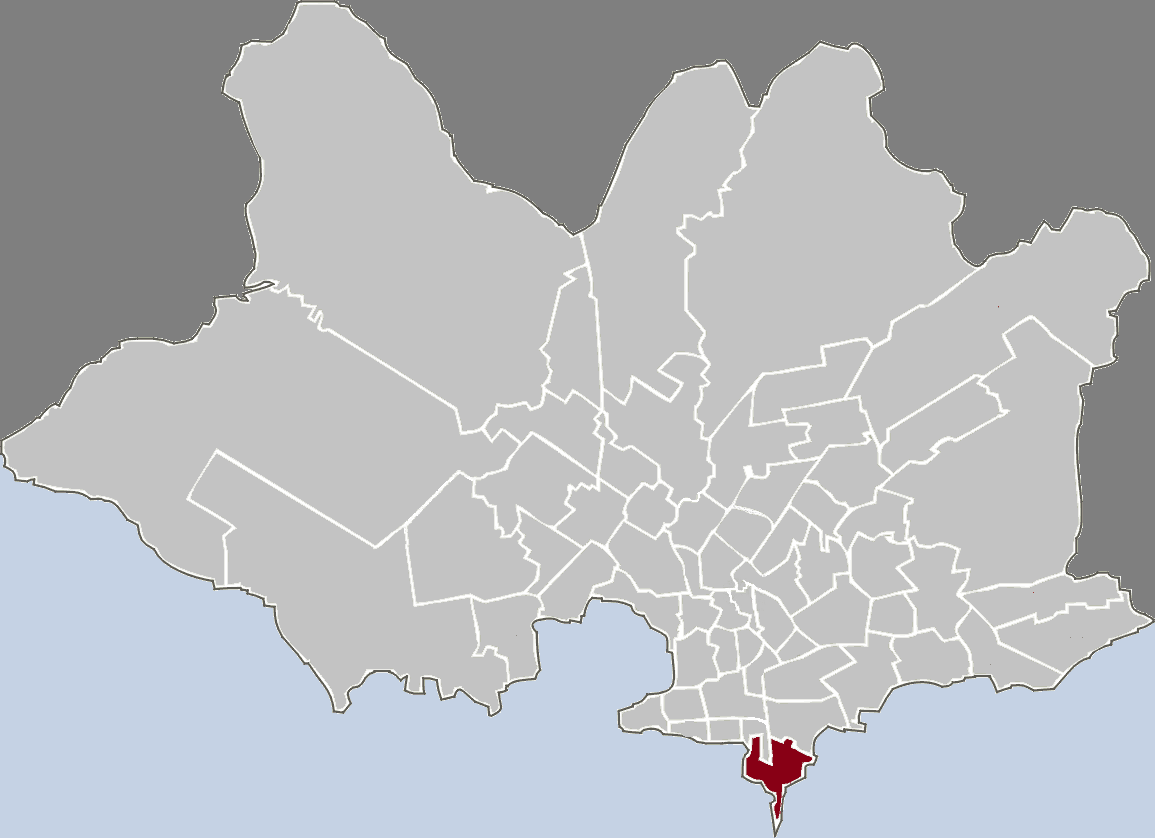
Lage von Punta Carretas in Montevideo

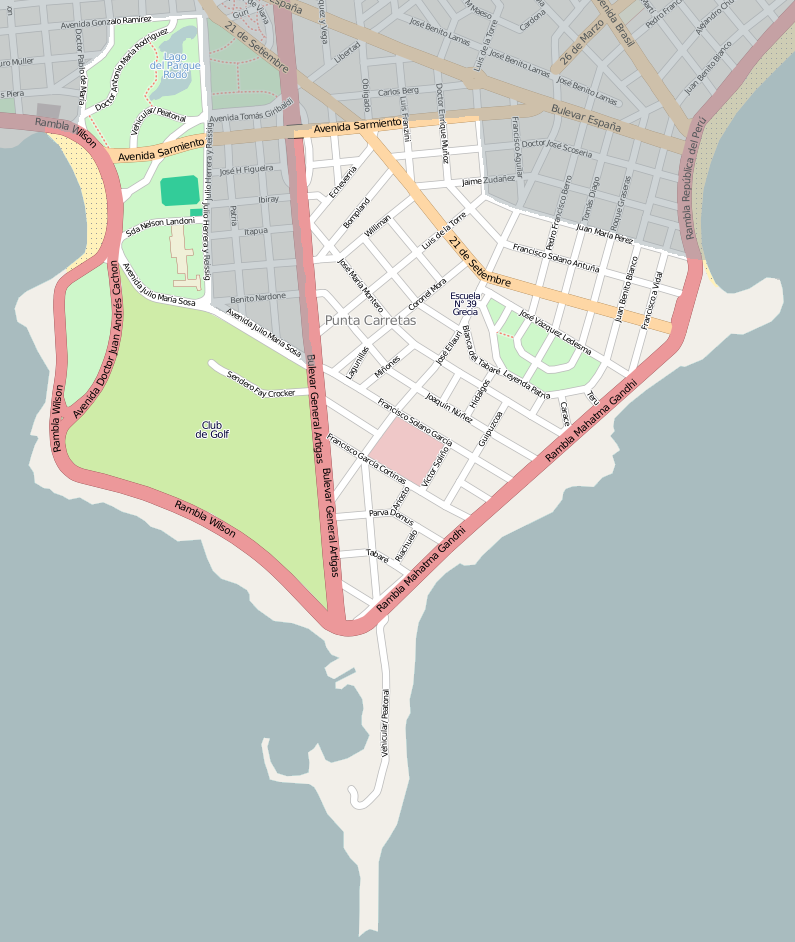
Plan Punta Carretas

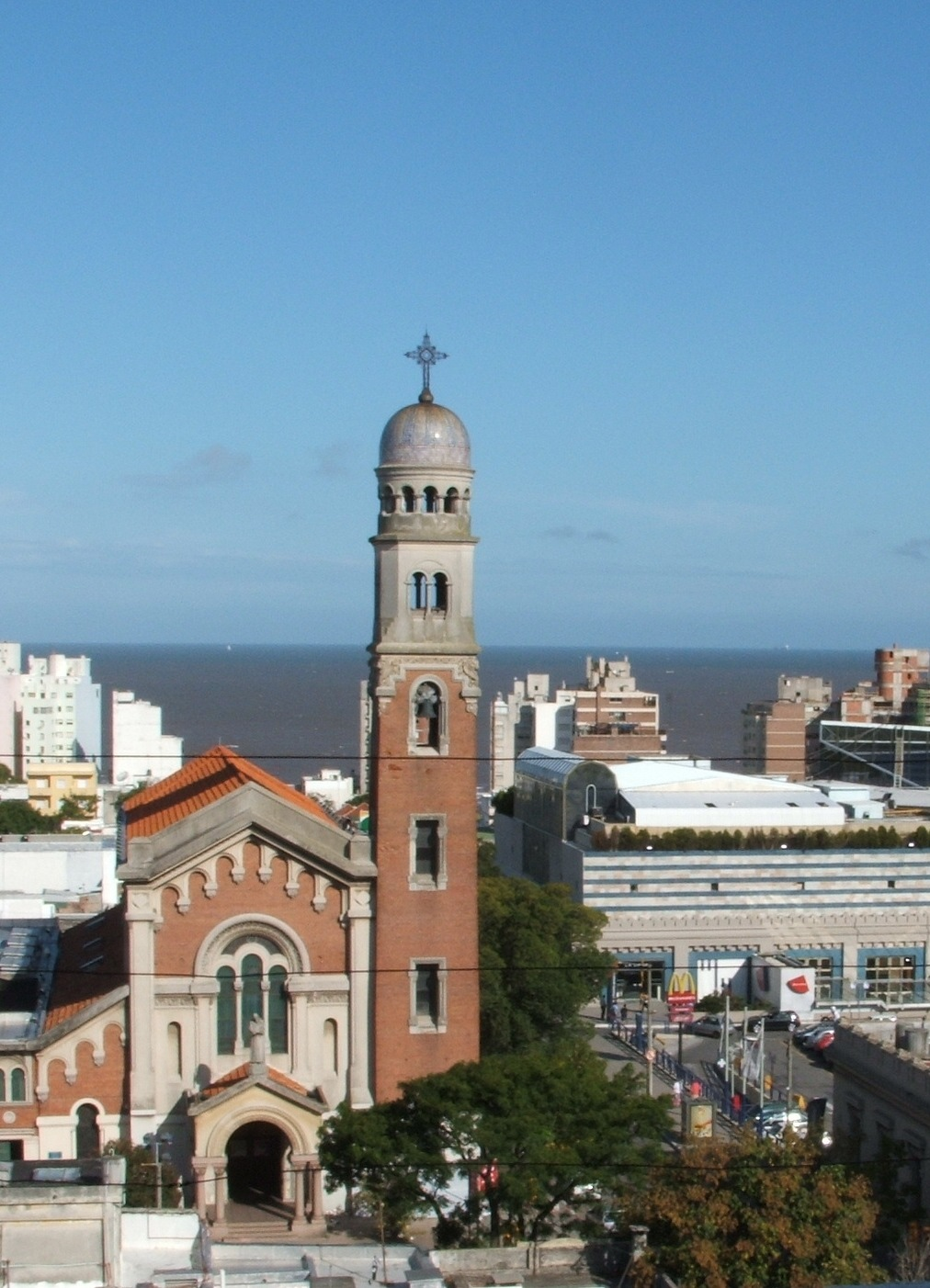
Kirche in Punta Carretas

Punta Carretas ist ein Stadtviertel (Barrio) der uruguayischen Hauptstadt Montevideo.

## Lage und Geographie
Punta Carretas, an den beiden wichtigen montevideanischen Verkehrsadern Rambla und Bulevar Artigas gelegen, bildet den südlichsten, als Landzunge in den Río de la Plata hineinragenden Teil der Stadt. Im Norden grenzt es an die Viertel Parque Rodó und Pocitos. Das Gebiet von Punta Carretas ist dem Municipio CH zugeordnet.

## Einwohner
Derzeit sind hier 24.679 Einwohner zu verzeichnen (Stand: 2005).

## Beschreibung
Hier befinden sich etwa die zwischen 1917 und 1927 im neoromanischen Stil errichtete Kirche Iglesia de Nuestra Señora del Sagrado Corazón und der 1876 erbaute Leuchtturm von Punta Carretas. Auch das Museo Zorrilla ist hier beheimatet.
Zudem ist im ehemaligen Gefängnis Punta Carretas (Establecimiento Penitenciario de Punta Carretas) eine der großen, mehrstöckigen Shopping-Malls der Hauptstadt untergebracht, das sogenannte Punta Carretas Shopping.
Weitere bedeutende Bauwerke des Viertels sind das Casa Casabó, das Casa Reborati, das Casa Bello, das Casa en Tomás Diago, das Castillo Pittamiglio, das Edificio O’Higgins, das Casa Gimeneo, das Edificio El Indio oder das Casa Cravotto. Im Parva Domus Magna Quies befindet sich der Sitz der República de la Parva Domus Magna Quies. Aus Punta Carretas stammt zudem der Rugby-Club Pucaru Stade Gaulois (P.S.G.).

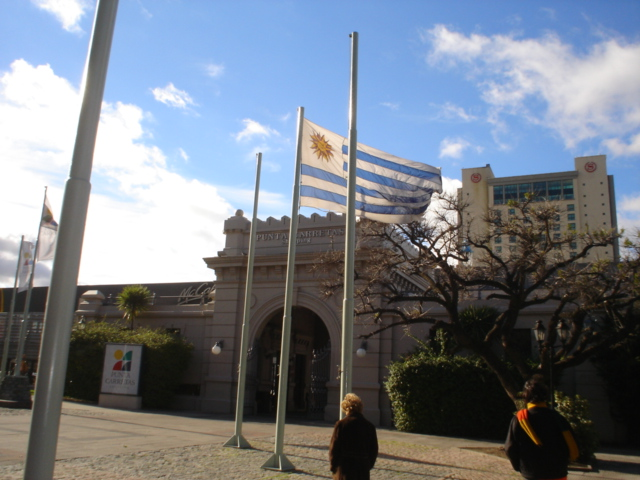
Das Eingangstor zu Puntas Carretas Shopping
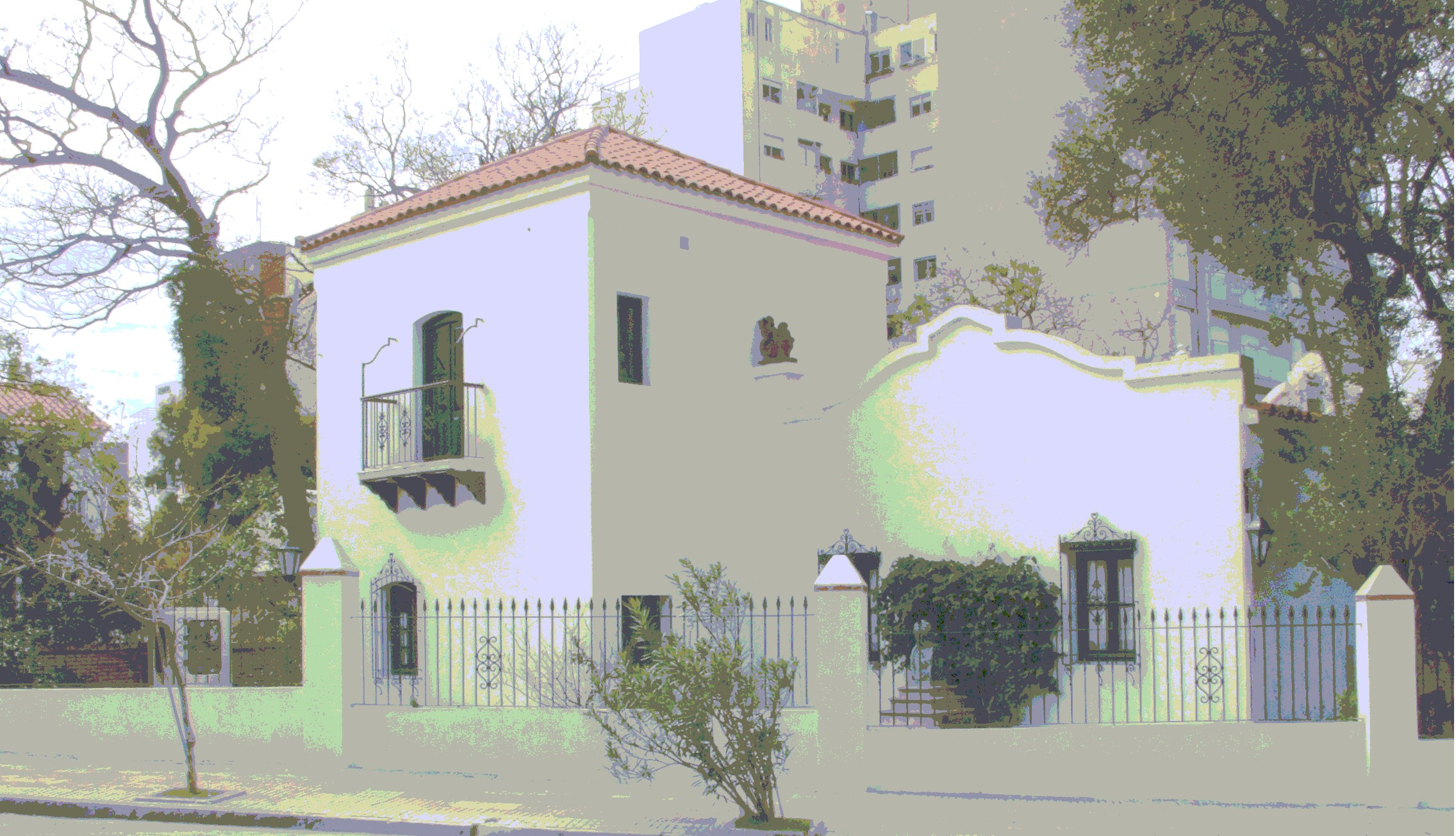
Museo Zorrilla
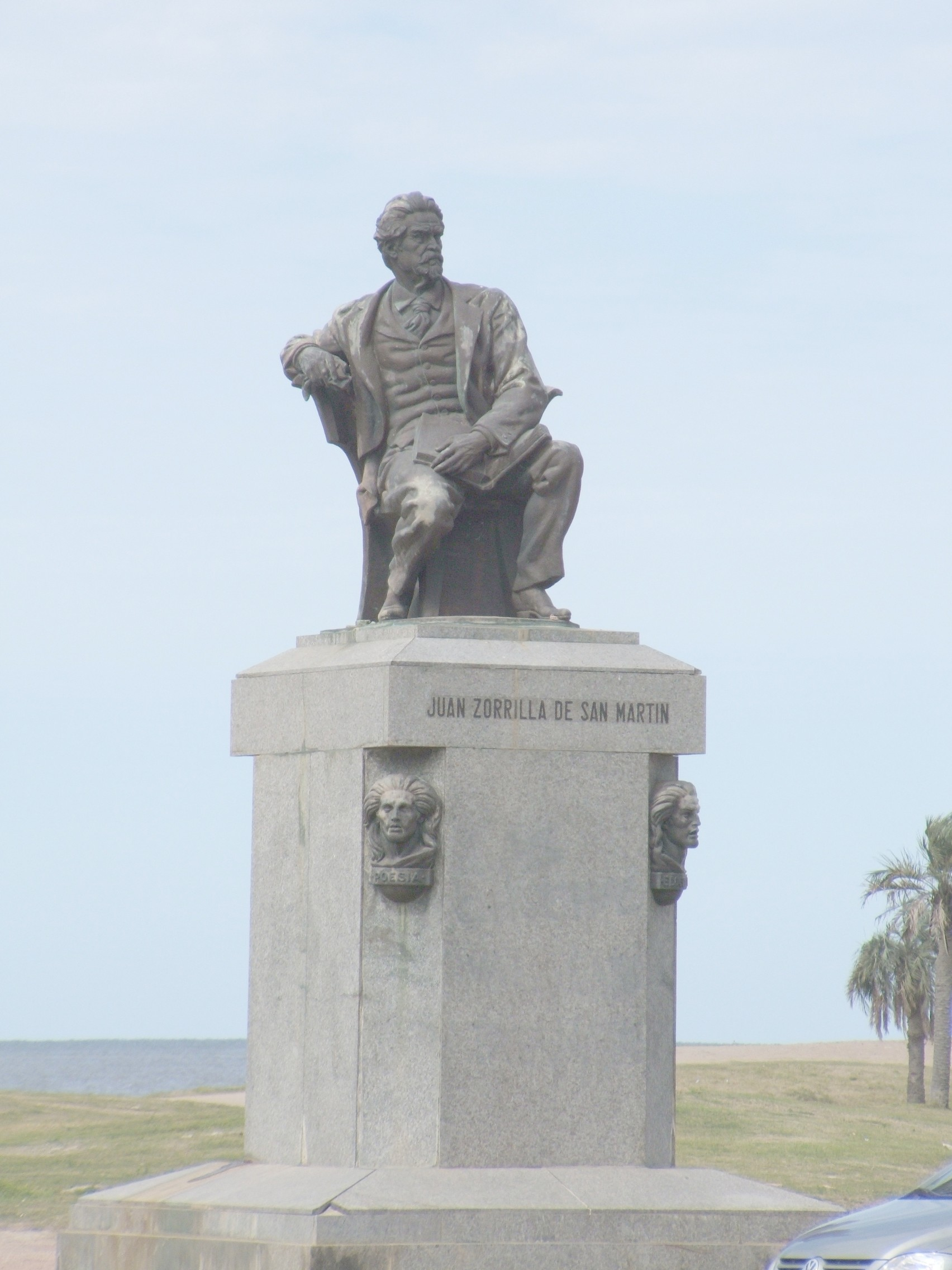
Statue Juan Zorrillas in Punta Carretas
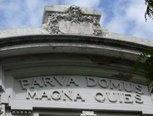
Inschrift am Casa de la República de Parva Domus in Punta Carretas
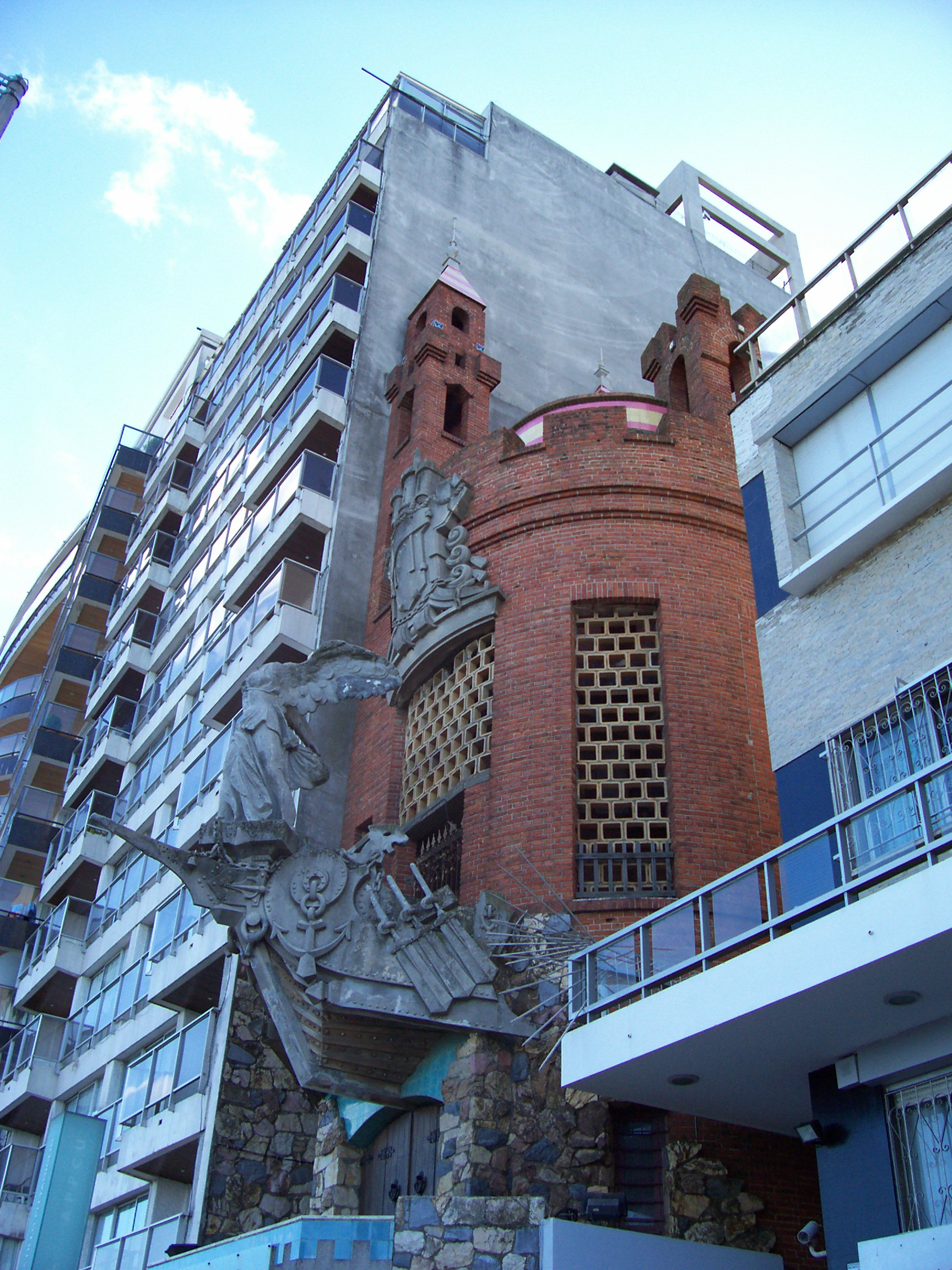
Castillo Pittamiglio